# Manfred Noa
Manfred Noa (Berlino, 22 marzo 1893 – Berlino, 4 dicembre 1930) è stato un regista, scenografo e produttore cinematografico tedesco.

## Filmografia

### Regista
- Das Stelldichein der Verehrer (1912)
- Bobby als Amor  (1916)
- Der Tod des Baumeisters Olsen (1917)
- Der Stellvertreter (1918)
- Die Galoschen des Glücks  (1919)
- Moderne Töchter (1919)
- Liebe (1919)
- Das Mädchen und die Männer  (1919)
- Haß (1920)
- Schneider Wibbel (1920)
- Berlin W. (1920)
- Opfer der Keuschheit  (1921)
- Schieber  (1921)
- Söhne der Nacht, 1. Teil: Die Verbrecher-GmbH (1921)
- Der schwere Junge (1921)
- Söhne der Nacht, 2. Teil - Die Macht der Liebe
- Der heilige Hass, 1. Teil
- Der heilige Hass, 2. Teil - Die Flucht vor dem Tode
- Nathan der Weise (1922)
- La caduta di Troia (Helena) (1924)
- Das schöne Abenteuer (1924)
- Soll man heiraten? (1925)
- Der Mann im Sattel (1925)
- Der Mann aus dem Jenseits
- Warum sich scheiden lassen?
- Junges Blut (1926)
- Der Provinzonkel
- Das süße Mädel  (1926)
- Die versunkene Flotte , co-regia di Graham Hewett (1926)
- Seeschlacht beim Skagerrak  (1926)
- Gauner im Frack (1927)
- Die Achtzehnjährigen  (1927)
- Glanz und Elend der Kurtisanen (1927)
- Die Dame von Paris (1927)
- Der große Unbekannte (1927)
- L'erede di Casanova (Casanovas Erbe) (1928)
- Die Dame und ihr Chauffeur (1928)
- Moderne Piraten (1928)
- Aufruhr im Junggesellenheim (1929)
- Meine Schwester und ich (1929)
- Il re del valzer (Der Walzerkönig) (1930)
- Albergo di frontiera  (Leutnant warst Du einst bei deinen Husaren) (1930)
- Der Weg nach Rio (1931)
- Mon coeur incognito , co-regia di André-Paul Antoine (1931)
- La regina di Sparta

### Scenografo
- Hoffmanns Erzählungen, regia di Richard Oswald (1916)
- Seine letzte Maske , regia di Richard Oswald (1916)
- Die Rache der Toten, regia di Richard Oswald (1916)
- Das unheimliche Haus , regia di Richard Oswald (1916)
- Der chinesische Götze - Das unheimliche Haus, 3. Teil
- Freitag, der 13. - Das unheimliche Haus, 2. Teil
- Der Tod und die Liebe